# Reiko Yoshida
Reiko Yoshida (japanisch 吉田 玲子, Yoshida Reiko, geboren 31. Dezember 1967) ist eine japanische Mangaka und Drehbuchautorin für Anime-Serien und -Filme.

## Werdegang
Yoshida erwarb einen Universitätsabschluss in Literatur an der Hōsei-Universität in Tokio. Sie ist Mitglied der Writers Guild of Japan (日本脚本家連盟, Nihon kyakuhonka renmei).
Zu Beginn ihrer Laufbahn schrieb Yoshida Drehbücher für die Verfilmung von Werken anderer Autoren, unter anderem für Kaleido Star, Aria, Maria-sama ga Miteru, D.Gray-man, K-On!, Bakuman und Girls und Panzer. Es folgten Drehbücher für Majestic Prince, Non Non Biyori, Kimi no Iru Machi, Tamako Market, Yowamushi Pedal und Jōkamachi no Danderaion. Auch für Filme verfasste Yoshida Drehbücher, unter anderem für The Cat Returns, Digimon Adventure: Bokura no War Game!, A Silent Voice und weitere Produktionen von Kyoto Animation und einer der Filme aus der Reihe von Verfilmungen von Buddha. 2018 verfasste sie das Drehbuch für Violet Evergarden. 2023 schuf sie das Drehbuch für die Zeichentrickserie Heike Monogatari, die das Animationsstudio Science Saru produzierte.
Die Miniserie Jūnanasai no Teikoku, die 2022 veröffentlicht wurde, ist ein politisches Science-Fiction-Drama und Yoshidas erstes Werk, das nicht auf fremden Texten basiert. Es zeigt eine Zukunft, in der Teenager Regierungsämter übernehmen, um Japans demografischer Krise Herr zu werden. Für 2024 wird der Animefilm Kimi no Iro erwartet, der auf Yoshidas Jugenderlebnissen basiert. Regie führt Naoko Yamada, mit der Yoshida schon viele Projekte umgesetzt hatte.
Auch als Autorin ist Yoshida tätig: Gemeinsam mit Illustratorin Mia Ikumi schuf sie die Manga-Serie Tokyo Mew Mew.

## Werke (Auswahl)

### Anime
- 1995–96: Virtua Fighter
- 1996–1997: Hana Yori Dango
- 1999: Digimon Adventure
- 2000: Digimon Adventure: Bokura no War Game!
- 2000: Digimon Adventure 02: Digimon Hurricane Jōriku!! & Chōzetsu Shinka!! Ōgon no Digimental
- 2000: Street Fighter Alpha – Der Film
- 2002: Das Königreich der Katzen
- 2004: Maria-sama ga Miteru
- 2006: Rec
- 2006–2008: D.Gray-man
- 2007–09: Romeo × Juliet
- 2009–11: K-On!
- 2010–13: Bakuman
- 2011: Tezuka Osamu no Buddha – Akai Sabaku yo! Utsukushiku
- 2011: K-On! The Movie
- 2012–2013: Girls und Panzer
- 2012–2014: Saint Seiya Omega
- 2013: Free!
- 2013: Majestic Prince
- 2013: Tamako Market
- 2013–2018: Yowamushi Pedal
- 2014: Hanayamata
- 2014: Tamako Love Story
- 2014: Witch Craft Works
- 2016: A Silent Voice
- 2016: High School Fleet
- 2018: Liz und ein Blauer Vogel
- 2018: Violet Evergarden
- 2019: Violet Evergarden und das Band der Freundschaft
- 2020: Arte
- 2020: Violet Evergarden: Der Film
- 2021: Heike Monogatari
- 2021: Blue Period
- 2021: Hula Fulla Dance
- 2022: Deaimon

### Realfilm
- 1999: Bunny Knights
- 2001: Dreams of Romance
- 2002: Transparent
- 2020: Kotera-san Climbs!
- 2022: Jūnanasai no Teikoku (17才の帝国)

### Manga
- 1998: Kirameki no meikyu (きらめきの迷宮)
- 1999: Ai no hate ni (愛の果てに)
- 2000–2003: Tokyo Mew Mew
- 2019: Kimi to, Nami ni Noretara (きみと、波にのれたら)

## Auszeichnungen (Auswahl)
- 2014: Tokyo Anime Award für das beste Drehbuch/originellste Werk auf dem Tokyo Anime Award Festival für Girls und Panzer[4]
- 2017: Tokyo Anime Award für das beste Drehbuch/originellste Werk;[5]
- 2017: Nominierung in der Kategorie Best Animated Feature Film für A Silent Voice bei den Asia Pacific Screen Awards[6]
- 2021: Tokyo Anime Award in der Kategorie Original Work/Screenplay[7]
- 2023: Tokyo Anime Award in der Kategorie Original Work/Screenplay